# 九龍巴士277X線
九龍巴士277X線是香港一條新界市區日間巴士路線，來往粉嶺（聯和墟）及藍田站，途經祥華邨、華明邨、吐露港公路及大老山隧道快速往返九龍東的彩虹邨、九龍灣、牛頭角及觀塘市中心。
九龍巴士277A線是香港一條新界巴士路線，來往沙頭角及藍田站，途經石涌凹、禾坑、馬尾下、龍躍頭、聯和墟、吐露港公路及大老山隧道快速往返九龍東的彩虹邨、九龍灣、牛頭角及觀塘市中心，在每日繁忙時間提供服務。根據《路線表令》，此路線屬九龍巴士277X線的特別班次。

## 簡介
踏入2000年，北區人口持續增加（尤以粉嶺南為主），來往北區及觀塘的70X線由於路線迂迴，而且未能照顧百和路一帶的乘客，故九巴在2002－2003年度路線發展計劃中建議從70X線分拆出277X線，原定以藍田（北）為總站，但因當時適逢平田巴士總站正式啟用，故以該處為九龍區總站。

### 歷史
- 2003年7月19日：路線開辦，來往聯和墟及平田。同日70X線改經嘉福邨及百和路而不經聯和墟，並提供全空調巴士服務，70P線亦取消服務。[1]
- 2013年8月24日：為配合北區區域性巴士路線重組，本線藍田總站由平田邨南遷至藍田站，並增設15、16及38線的八達通轉乘優惠來往平田，同日起往藍田站方向於平日早上繁忙時間分拆路線服務[2][3][4][5]。
- 2015年9月5日：增設到站時間預報。[6]
- 2019年10月14日：277A線開辦。[7]
- 2021年1月25日：277A線往藍田站方向增設沙頭角公路「磚窰」站。[8]
- 2021年4月19日：277X線提早平日頭班車和延長每天藍田開尾班車。[9]
- 2021年7月5日：277A線增設下午回程班次。[10]
- 2022年7月31日：277A線增加星期一至五班次至來回程各五班，並新增星期六、日及公眾假期來回方向服務。由沙頭角開出之班次服務時間為星期一至五07:10 - 11:10，星期六、日及公眾假期09:10－13:10；由藍田站開出之班次服務時間為每日17:50－21:50。[11]
- 2023年1月26日：277X線星期六、日及公眾假期由粉嶺（聯和墟）開出之頭班車時間由05:30提早至05:00；延長星期一至五早上由華明開出之特別班次服務時間為06:40至08:20。
- 2024年1月1日：因應沙頭角第二期開放計劃，277A增設星期六、日及公眾假期08:30及09:30由藍田站往沙頭角的班次，以及17:00及18:10由沙頭角往藍田站的班次。[12]

## 服務時間及班次
277X常規班次
| 粉嶺（聯和墟）開 | 粉嶺（聯和墟）開 | 粉嶺（聯和墟）開 | 藍田站開         | 藍田站開    | 藍田站開     |
| 日期             | 服務時間         | 班次（分鐘）     | 日期             | 服務時間    | 班次（分鐘） |
| ---------------- | ---------------- | ---------------- | ---------------- | ----------- | ------------ |
| 星期一至五       | 05:00-06:00      | 20               | 星期一至五       | 05:25-06:25 | 20           |
| 星期一至五       | 06:15            | 06:15            | 星期一至五       | 06:25-14:55 | 15           |
| 星期一至五       | 06:30-08:00      | 10               | 星期一至五       | 14:55-16:00 | 13           |
| 星期一至五       | 08:10-09:00      | 10               | 星期一至五       | 16:00-17:15 | 7/8          |
| 星期一至五       | 09:00-14:00      | 12               | 星期一至五       | 17:15-18:15 | 6            |
| 星期一至五       | 14:00-16:00      | 15               | 星期一至五       | 18:15-18:45 | 5            |
| 星期一至五       | 16:00-18:00      | 7/8              | 星期一至五       | 18:45-20:05 | 8            |
| 星期一至五       | 18:00-19:00      | 12               | 星期一至五       | 20:05-22:05 | 12           |
| 星期一至五       | 19:00-21:30      | 15               | 星期一至五       | 22:05-23:20 | 15           |
| 星期一至五       | 18:45-21:45      | 12               | 星期一至五       | 23:20-01:00 | 20           |
| 星期一至五       | 21:30-00:30      | 20               |                  |             |              |
| 星期六           | 05:00-06:00      | 20               | 星期六           | 05:45-06:45 | 20           |
| 星期六           | 06:00-06:30      | 15               | 星期六           | 07:00       | 07:00        |
| 星期六           | 06:30-08:00      | 7/8              | 星期六           | 07:15-12:15 | 12           |
| 星期六           | 08:00-16:00      | 12               | 星期六           | 12:15-16:55 | 10           |
| 星期六           | 16:00-18:00      | 10               | 星期六           | 16:55-17:55 | 7/8          |
| 星期六           | 18:00-22:00      | 12               | 星期六           | 17:55-19:15 | 8            |
| 星期六           | 22:00-22:30      | 15               | 星期六           | 19:15-20:05 | 10           |
| 星期六           | 22:30-00:30      | 20               | 星期六           | 20:05-23:05 | 12           |
|                  |                  |                  | 星期六           | 23:20       |              |
| 23:40-01:00      | 20               |                  | 星期六           |             |              |
| 星期日及公眾假期 | 05:00-07:00      | 20               | 星期日及公眾假期 | 05:45-07:25 | 20           |
| 星期日及公眾假期 | 07:00-07:30      | 15               | 星期日及公眾假期 | 07:25-08:55 | 15           |
| 星期日及公眾假期 | 07:30-11:30      | 12               | 星期日及公眾假期 | 08:55-15:55 | 12           |
| 星期日及公眾假期 | 11:30-17:00      | 10               | 星期日及公眾假期 | 15:55-21:05 | 10           |
| 星期日及公眾假期 | 17:00-22:00      | 12               | 星期日及公眾假期 | 21:05-22:05 | 12           |
| 星期日及公眾假期 | 22:00-22:30      | 15               | 星期日及公眾假期 | 22:05-23:05 | 15           |
| 星期日及公眾假期 | 22:30-00:30      | 20               | 星期日及公眾假期 | 23:05-23:45 | 20           |
|                  |                  |                  | 星期日及公眾假期 | 23:45-01:00 | 25           |

- 註：紅字班次不經粉嶺南。

277X特別班次（粉嶺（華明）→ 藍田站）：
- 星期一至五：06:40-07:10（10分鐘一班）、07:10-07:58（6分鐘一班）、08:09、08:20
- 星期六、日及公眾假期不設服務

277A
- 沙頭角開：
  - 星期一至五：07:10、08:10、09:10、10:10、11:10
  - 星期六、日及公眾假期：09:10、10:10、11:10、12:10、13:10
- 藍田站開：
  - 每日：17:50、18:50、19:50、20:50、21:50

## 收費
| 路線 | 全程收費 | 分段收費 |
| ---- | -------- | --- |
| 277X | $16.2    | - 過大老山隧道後往藍田站：$7.1 - 大老山隧道收費廣場往粉嶺（聯和墟）：$13.1 - 過粉嶺公路後往粉嶺（聯和墟）：$5.2 - 粉嶺名都往粉嶺（聯和墟）：$4.0 |
| 277A | $20.1    | - 過大老山隧道後往藍田站：$7.1 - 大老山隧道收費廣場往沙頭角：$16.9 - 過粉嶺公路後往沙頭角：$8.3                                                  |

| - 本線設有12歲以下小童及65歲或以上長者半價優惠。 - 65歲或以上香港居民使用「樂悠咭」，以及12歲以下合資格殘疾兒童使用「殘疾人士身份」個人八達通繳付車資，均可享有每程$2.0或半價（以較低者為準）的票價優惠；12至64歲合資格殘疾人士使用「殘疾人士身份」個人八達通（包括「樂悠咭」），以及60至64歲香港居民使用「樂悠咭」繳付車資，均可享有每程$2.0或全費（以較低者為準）的票價優惠。 - 65歲或以上長者如使用長者或一般個人八達通繳付車資，則只可享有半價優惠；12至64歲合資格殘疾人士如不使用「殘疾人士身份」個人八達通，以及60至64歲人士如不使用「樂悠咭」繳付車資，必須繳付全費。 - 乘客可以現金或八達通於上車時付款，不設找續。 - 每位成人乘客可免費攜帶最多兩名4歲以下而不佔座位的兒童乘客乘車，超額之4歲以下小童必須繳付小童車費乘車。 - 持有「九巴月票」之乘客在車票有效期內，每日可享最多10程任何九龍巴士及龍運巴士路線（包括本路線，以及聯營路線的九龍巴士／龍運巴士提供的班次；惟乘搭機場「A」及「NA」線則可享原價二七折優惠（不會計算每天10次合資格車程））；而B1線則每日可享最多各2程（不會計算每天10次合資格車程）。 - 九龍巴士、城巴、龍運巴士及陽光巴士全職員工及家屬（不包括外判職員）可免費乘搭本路線，惟必須拍職員或職員家屬八達通。 - 乘客亦可透過多元化電子支付系統（e度嘟）繳付車資，包括使用非接觸式VISA卡、JCB卡、萬事達卡、銀聯卡、美國運通、大來國際、Discover Card、Apple Pay、Google Pay、Samsung Pay、AlipayHK「易乘碼」、支付寶、WeChatHK／微信支付「搭車碼」、銀聯雲閃付「乘車碼」及BOC Pay「乘車碼」。乘客使用此付款方式，使用此支付方式的乘客可享有中途下車之分段收費，以及與其他九巴／龍運獨營路線或聯營線九巴／龍運班次之轉乘優惠，惟不適用於與非九巴／龍運路線之轉乘優惠，亦不能享有「公共交通費用補貼計劃」及「長者及合資格殘疾人士公共交通票價優惠計劃」。 |

### 八達通轉乘優惠
乘客登上本線後150分鐘內以同一張八達通卡轉乘以下路線，或從以下路線登車後150分鐘內以同一張八達通卡轉乘本線，次程可獲車資折扣優惠：
277X←→70K、78A、273A
- 277X往聯和墟 → 70K往清河、78A往皇后山或273A往彩園，次程車資全免
- 70K、273A往華明或78A往粉嶺站 → 277X往藍田站，回贈首程車資

277X←→73、73A
- 277X往聯和墟 → 73往大埔或73A往愉翠苑，次程可獲$6.8折扣優惠
- 73或73A往華明 → 277X往藍田站，次程可獲$6.3折扣優惠

277X←→邊境禁區路線，次程可獲$4.2折扣優惠
- 277X往聯和墟 → 73K往文錦渡、78K往沙頭角或79K往打鼓嶺
- 73K、78K或79K往上水 → 277X往藍田站

277X←→九龍市區路線，次程可獲$4.2折扣優惠
- 277X往藍田站 → 3M、13M、14B、15A、16M、23M、28B、29M或213M/213S
- 3M、13M、14B、15A、16M、23M、28B、29M或213M/213S → 277X往聯和墟

277X←→14X
- 277X往藍田站 → 14X往鯉魚門，次程可獲$4.4折扣優惠
- 14X往尖沙咀 → 277X往聯和墟，次程可獲$7.4折扣優惠

277X←→5M、15、16、38
- 277X往藍田站 → 5M往啟德、15、16或38往藍田，次程車資全免
- 5M往九龍灣站、15往紅磡碼頭、16往旺角或38往葵盛 → 277X往聯和墟，回贈首程車資

277X←→將軍澳／西貢／清水灣路線，次程可獲$4.2折扣優惠
- 277X往藍田站 → 91、91M/91P、92、98、98A或296A往將軍澳／西貢／清水灣
- 91、91M/91P、92、98、98A或296A往九龍 → 277X往聯和墟

277X←→粉嶺公路轉車站路線
- 277X往藍田站 ←→ 73B、270A、270B、270C、270D、270P、274、277E、277P、278A、278X、673／673P，首程或次程全程車資，以較高者為準

277X←→大老山隧道路線（過海隧道路線除外）
- 277X任何方向 ←→ 74B/74C/74X、75X、80X、82X/82P、83X、84M、85M、85X/85S、88、89C、89D/89P、89X、272S、286M任何方向，次程可獲$4.2折扣優惠
- 277X往藍田站 → 任何九巴大老山隧道非過海路線，次程車資全免
- 任何九巴大老山隧道非過海路線 → 277X往聯和墟，兩程總車資$14.8

## 使用車輛
該線開辦初期，使用車輛均由70X線抽調。本線曾使用Neoplan Centroliner 12米 (AP) 行走，但由於該車型被指不適宜行走長途路線（實際上新界西及北區大部份路線均為長途線，而該車型於屯門及元朗一直為長途線主力用車），當時仍負責北區派車的屯門車廠便於2007年將有關車輛全數調走，以富豪超級奧林比安12米（3ASV）及丹尼士三叉戟12米（ATR）取代。2008年5月，屯門車廠將大批原屬元朗區路線的歐盟二型富豪超級奧林比安12米及丹尼士三叉戟12米取代符合歐盟三型排放標準的同類車輛。另外，九巴首輛12米富豪奧林比安空調巴士（3AV1／GB2607）曾於本路線服役並成為掛牌車。於2011年7月，九龍灣車廠首次派出2輛亞歷山大丹尼士Enviro 500低地台雙層空調巴士，令本線成為第二條引入直梯巴士的北區巴士路線。由2013年8月24日起，為配合北區巴士路線重組，九巴為此線新增10輛固定用車，並將原屬70X線的所有低地台用車全數撥入本線。2014年4月，此路線首次引入4輛九巴新一代高載客版本的亞歷山大丹尼士Enviro 500 MMC 12米。後來，為改善藍田公共運輸交匯處空氣質素欠佳的問題，由2014年9月27日起，九巴應運輸署的要求，將本路線全線用車更換為引擎達歐盟四型或以上之排放標準的巴士。
本線現時與277E線合共獲派48輛巴士，包括33輛亞歷山大丹尼士Enviro 500 MMC（15輛12米ATENU、4輛12.8米3ATENU及14輛12.8米E6X）、5輛富豪B9TL 12米（AVBWU）及9輛富豪B8L 12.8米（V6X），由沙田車廠 - 上水分廠及九龍灣車廠聯合派車。僅次於2004年重組前的269C線，與74X線同為九巴用車最多的路線。另除附屬支線277E線外，本線部份用車需於指定時段行走5R線、16線、73B線、78K線、273A線、T277線、277P線、978線及978A線。
| 車隊編號  | 車牌   |
| --------- | ------ |
| ATEU13    | PH1344 |
| ATENU141  | SH6664 |
| ATENU260  | SN9730 |
| ATENU406  | TE2859 |
| ATENU422  | TE4134 |
| ATENU432  | TE7630 |
| ATENU433  | TE8077 |
| ATENU442  | TE7939 |
| ATENU478  | TH7047 |
| ATENU637  | TN6088 |
| ATENU1201 | UR3644 |
| ATENU1202 | UR3729 |
| ATENU1203 | UR3806 |
| ATENU1204 | UR4031 |
| ATENU1206 | UR3975 |
| ATENU1605 | VT516  |
| AVBWU324  | ST8468 |
| AVBWU357  | SY9068 |
| AVBWU375  | TB9386 |
| AVBWU387  | TE3055 |
| AVBWU393  | TE9782 |
| 3ATENU23  | TX 917 |
| 3ATENU25  | TX2138 |
| 3ATENU27  | TX3054 |
| 3ATENU175 | VP 533 |
| E6X4      | WG9522 |
| E6X30     | WJ 802 |
| E6X38     | WL8819 |
| E6X49     | WM 441 |
| E6X68     | WN3050 |
| E6X72     | WN3997 |
| E6X74     | WN4725 |
| E6X77     | WN5099 |
| E6X82     | WN5539 |
| E6X137    | XA 406 |
| E6X138    | WZ9472 |
| E6X140    | WZ9002 |
| E6X141    | XA1395 |
| E6X142    | XA2898 |
| V6X20     | XA3383 |
| V6X28     | XB6298 |
| V6X29     | XB5554 |
| V6X30     | XB7162 |
| V6X31     | XB7640 |
| V6X50     | XE1836 |
| V6X66     | XE1601 |
| V6X93     | XG9466 |
| V6X95     | XG9180 |

## 行車路線
277X
粉嶺（聯和墟）開經：（和泰街、和睦路、粉嶺樓路、沙頭角公路—龍躍頭段、新運路、馬會道、百和路、華明路、雷鳴路）、華明巴士總站、雷鳴路、偉明街、百和路、一鳴路、百和路、粉嶺公路、吐露港公路、大老山公路、大老山隧道、斧山道、迴旋處、斧山道天橋、彩虹道、彩虹通道、太子道東、觀塘道、觀塘道天橋、觀塘道、觀塘道下通道、觀塘道及鯉魚門道。
逢星期一至五（公眾假期除外）07:00-08:00期間由粉嶺（聯和墟）開出的班次不經斜體字之街道。
由粉嶺（華明）開出的特別班次不經括號內之路段。
藍田站開經：鯉魚門道、迴旋處、鯉魚門道、觀塘道、apm（創紀之城）、觀塘道、龍翔道、大老山隧道、大老山公路、吐露港公路、粉嶺公路、百和路、華明路、雷鳴路、華明巴士總站、雷鳴路、偉明街、百和路、一鳴路、百和路、馬會道、新運路、沙頭角公路—龍躍頭段、粉嶺樓路、和睦路及聯安街。
277A
沙頭角開經：沙頭角公路（石涌凹段、禾坑段、馬尾下段、龍躍頭段）、馬會道、粉嶺公路、吐露港公路、大老山公路、大老山隧道、斧山道、迴旋處、斧山道天橋、彩虹道、彩虹通道、太子道東、觀塘道、觀塘道天橋、觀塘道、觀塘道下通道、觀塘道及鯉魚門道。
藍田站開經：鯉魚門道、迴旋處、鯉魚門道、觀塘道、apm（創紀之城）、觀塘道、龍翔道、大老山隧道、大老山公路、吐露港公路、粉嶺公路、馬會道、沙頭角公路（龍躍頭段、馬尾下段、禾坑段及石涌凹段）。

### 沿線車站
277X
| 粉嶺（聯和墟）開 | 粉嶺（聯和墟）開               | 粉嶺（聯和墟）開    | 藍田站開 | 藍田站開                   | 藍田站開            |
| 序號             | 車站名稱                       | 位置                | 序號     | 車站名稱                   | 位置                |
| ---------------- | ------------------------------ | ------------------- | -------- | -------------------------- | ------------------- |
| 1*               | 聯和墟巴士總站                 | 聯和墟巴士總站      | 1        | 藍田站巴士總站             | 藍田公共運輸交匯處  |
| 2*               | 海聯廣場                       | 和睦路              | 2        | 觀塘法院（F1）             | 鯉魚門道            |
| 3*               | 禮賢會中學                     | 粉嶺樓路            | 3        | apm創紀之城五期（D4）      | 觀塘道              |
| 4*               | 粉嶺消防局                     | 沙頭角公路—龍躍頭段 | 4        | 觀塘轉車站－創紀之城（B1） | 觀塘道              |
| 5*               | 祥華邨祥頌樓（A1）             | 新運路              | 5        | 定富街                     | 觀塘道              |
| 6*               | 粉嶺中心                       | 新運路              | 6        | 牛頭角下邨                 | 觀塘道              |
| 7*               | 塘坑                           | 馬會道              | 7        | 德福花園                   | 觀塘道              |
| 8#               | 華明邨                         | 華明巴士總站        | 8        | 九龍灣站                   | 觀塘道              |
| 9#               | 欣盛苑                         | 百和路              | 9        | 啟泰苑                     | 觀塘道              |
| 10#              | 牽晴間                         | 一鳴路              | 10       | 牛池灣轉車站－彩虹邨紅萼樓 | 龍翔道              |
| 11               | 粉嶺公路轉車站（A1）           | 粉嶺公路巴士轉乘站  | 11       | 大老山隧道（B1）           | 大老山公路          |
| 12               | 大老山隧道（A2）               | 大老山公路          | 12       | 和興村                     | 華明路              |
| 13               | 彩虹轉車站－彩虹邨碧海樓（M3） | 彩虹邨通道          | 13       | 華明邨                     | 華明巴士總站        |
| 14               | 啟業邨                         | 觀塘道              | 14       | 欣盛苑                     | 百和路              |
| 15               | 九龍灣站（東九文化中心）       | 觀塘道              | 15       | 牽晴間                     | 一鳴路              |
| 16               | 牛頭角下邨                     | 觀塘道              | 16       | 塘坑                       | 馬會道              |
| 17               | 觀塘道休憩處                   | 觀塘道              | 17       | 粉嶺中心                   | 新運路              |
| 18               | 觀塘轉車站－創紀之城（U1）     | 觀塘道              | 18       | 粉嶺名都（B1）             | 新運路              |
| 19               | 觀塘游泳池（R2）               | 鯉魚門道            | 19       | 粉嶺樓                     | 沙頭角公路—龍躍頭段 |
| 20               | 藍田站巴士總站                 | 藍田公共運輸交匯處  | 20       | 粉嶺樓村                   | 粉嶺樓路            |
|                  |                                |                     | 21       | 上水宣道小學               | 和睦路              |
| 22               | 聯和墟巴士總站                 | 聯和墟巴士總站      |          |                            |                     |

註：

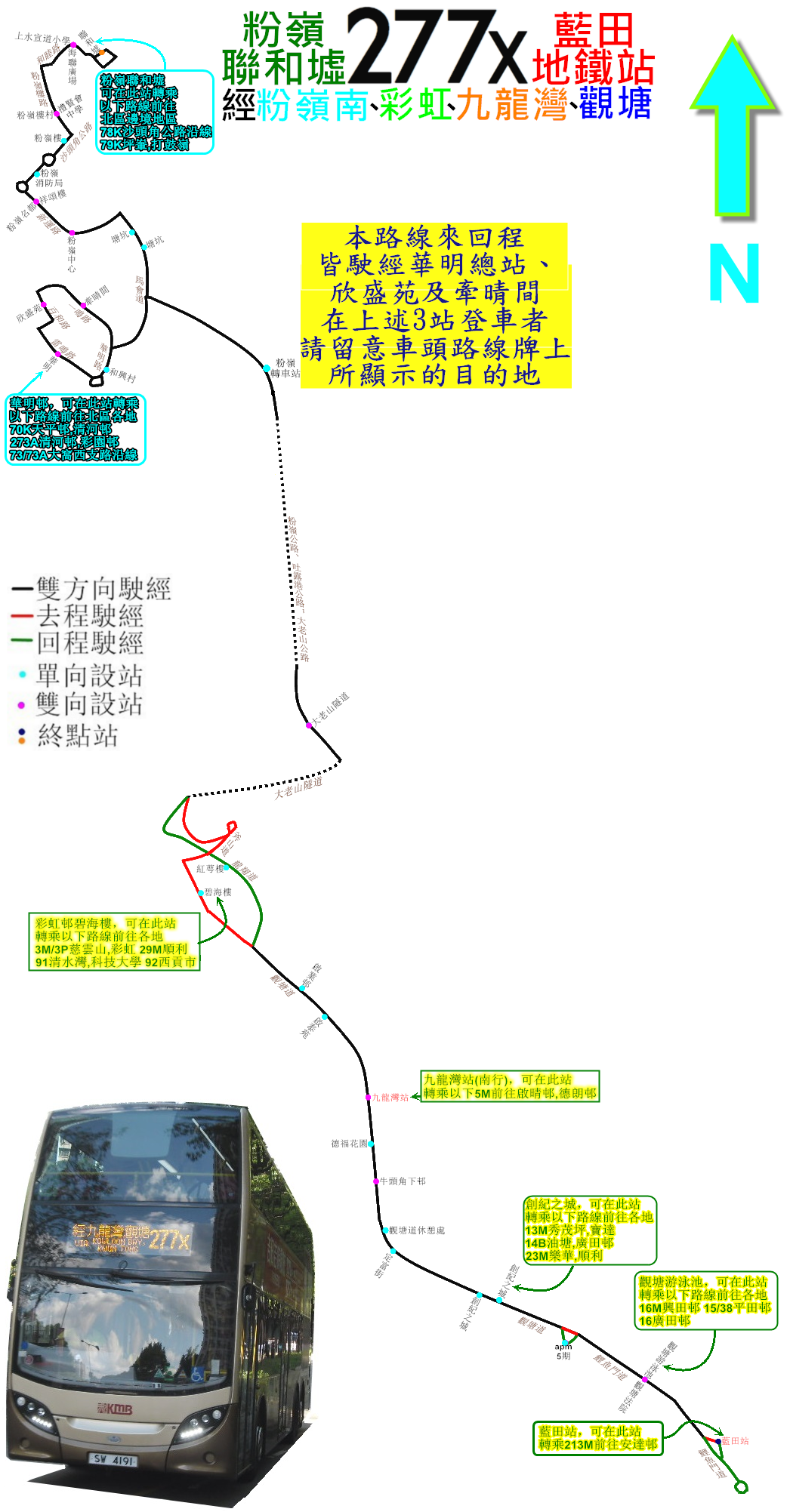
277X線的走線圖

1. 由粉嶺（華明）開出的特別班次不經有*號之車站
2. 逢星期一至五（公眾假期除外）07:00-08:00由粉嶺（聯和墟）開出的的班次，不經有#號之車站。

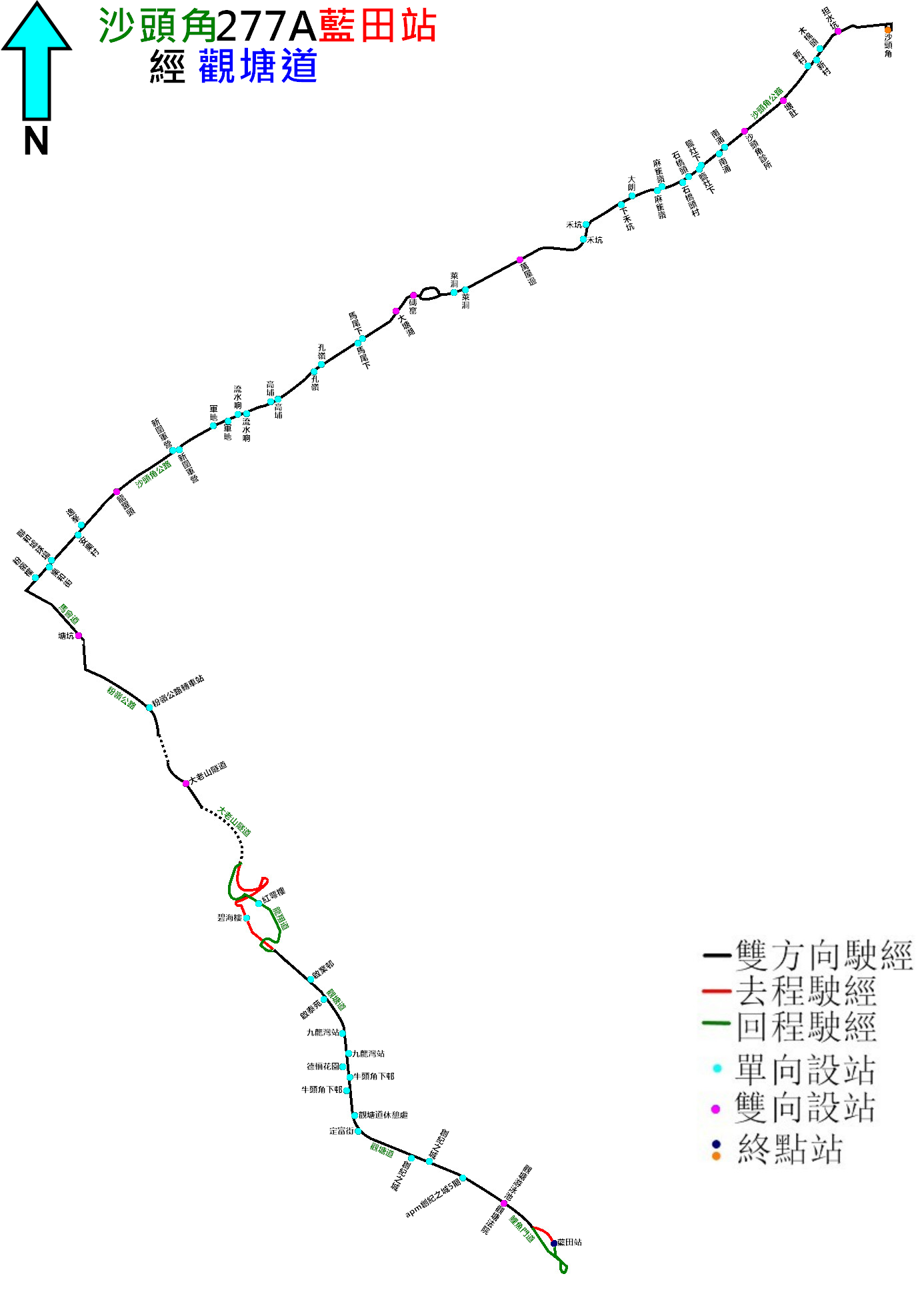
277A線的走線圖

277A
| 沙頭角開 | 沙頭角開                       | 沙頭角開             | 藍田站開 | 藍田站開                         | 藍田站開             |
| 序號     | 車站名稱                       | 位置                 | 序號     | 車站名稱                         | 位置                 |
| -------- | ------------------------------ | -------------------- | -------- | -------------------------------- | -------------------- |
| 1        | 沙頭角巴士總站                 | 沙頭角巴士總站       | 1        | 藍田站巴士總站                   | 藍田公共運輸交匯處   |
| 2        |                                | 沙頭角公路－石涌凹段 | 2        | 觀塘法院（F1）                   | 鯉魚門道             |
| 3        | 新村                           | 沙頭角公路－石涌凹段 | 3        | apm創紀之城五期（D4）            | 觀塘道               |
| 4        | 塘肚                           | 沙頭角公路－石涌凹段 | 4        | 觀塘轉車站－創紀之城（B1）       | 觀塘道               |
| 5        | 沙頭角診所                     | 沙頭角公路－石涌凹段 | 5        | 定富街                           | 觀塘道               |
| 6        | 南涌                           | 沙頭角公路－石涌凹段 | 6        | 牛頭角下邨                       | 觀塘道               |
| 7        | 鹽灶下                         | 沙頭角公路－石涌凹段 | 7        | 德福花園                         | 觀塘道               |
| 8        | 石橋頭村                       | 沙頭角公路－石涌凹段 | 8        | 九龍灣站                         | 觀塘道               |
| 9        | 麻雀嶺                         | 沙頭角公路－石涌凹段 | 9        | 啟泰苑                           | 觀塘道               |
| 10       | 下禾坑                         | 沙頭角公路－禾坑段   | 10       | 牛池灣轉車站－彩虹邨紅萼樓（H1） | 龍翔道               |
| 11       | 禾坑                           | 沙頭角公路－禾坑段   | 11       | 大老山隧道（B1）                 | 大老山公路           |
| 12       | 萬屋邊                         | 沙頭角公路－禾坑段   | 12       | 塘坑                             | 馬會道               |
| 13       | 萊洞                           | 沙頭角公路－禾坑段   | 13       | 粉嶺樓                           | 沙頭角公路–龍躍頭段  |
| 14       | 磚窰                           | 沙頭角公路－馬尾下段 | 14       | 聯和墟球場                       | 沙頭角公路–龍躍頭段  |
| 15       | 大塘湖                         | 沙頭角公路－馬尾下段 | 15       | 逸峯                             | 沙頭角公路–龍躍頭段  |
| 16       | 馬尾下                         | 沙頭角公路－馬尾下段 | 16       | 龍躍頭                           | 沙頭角公路–龍躍頭段  |
| 17       | 孔嶺                           | 沙頭角公路－馬尾下段 | 17       | 新圍軍營                         | 沙頭角公路–龍躍頭段  |
| 18       | 高埔                           | 沙頭角公路－馬尾下段 | 18       | 軍地                             | 沙頭角公路–龍躍頭段  |
| 19       | 流水响                         | 沙頭角公路－龍躍頭段 | 19       | 流水响                           | 沙頭角公路–龍躍頭段  |
| 20       | 軍地                           | 沙頭角公路－龍躍頭段 | 20       | 高埔                             | 沙頭角公路－馬尾下段 |
| 21       | 新圍軍營                       | 沙頭角公路－龍躍頭段 | 21       | 孔嶺                             | 沙頭角公路－馬尾下段 |
| 22       | 龍躍頭                         | 沙頭角公路－龍躍頭段 | 22       | 馬尾下                           | 沙頭角公路－馬尾下段 |
| 23       | 安樂村                         | 沙頭角公路－龍躍頭段 | 23       | 大塘湖                           | 沙頭角公路－馬尾下段 |
| 24       | 樂和街                         | 沙頭角公路－龍躍頭段 | 24       | 磚窰                             | 沙頭角公路－馬尾下段 |
| 25       | 塘坑                           | 馬會道               | 25       | 萊洞                             | 沙頭角公路－禾坑段   |
| 26       | 粉嶺公路轉車站（A1）           | 粉嶺公路巴士轉乘站   | 26       | 萬屋邊                           | 沙頭角公路－禾坑段   |
| 27       | 大老山隧道（A2）               | 大老山公路           | 27       | 禾坑                             | 沙頭角公路－禾坑段   |
| 28       | 彩虹轉車站－彩虹邨碧海樓（M3） | 彩虹邨通道           | 28       | 大朗                             | 沙頭角公路－禾坑段   |
| 29       | 啟業邨                         | 觀塘道               | 29       | 麻雀嶺                           | 沙頭角公路－禾坑段   |
| 30       | 九龍灣站（東九文化中心）       | 觀塘道               | 30       | 石橋頭                           | 沙頭角公路－禾坑段   |
| 31       | 牛頭角下邨                     | 觀塘道               | 31       | 鹽灶下                           | 沙頭角公路－禾坑段   |
| 32       | 觀塘道休憩處                   | 觀塘道               | 32       | 南涌                             | 沙頭角公路－禾坑段   |
| 33       | 觀塘轉車站－創紀之城（U1）     | 觀塘道               | 33       | 沙頭角診所                       | 沙頭角公路－石涌凹段 |
| 34       | 觀塘游泳池（R2）               | 鯉魚門道             | 34       | 塘肚                             | 沙頭角公路－石涌凹段 |
| 35       | 藍田站巴士總站                 | 藍田公共運輸交匯處   | 35       | 新村                             | 沙頭角公路－石涌凹段 |
|          |                                |                      | 36       | 木棉頭                           | 沙頭角公路－石涌凹段 |
| 37       |                                |                      |          |                                  | 沙頭角公路－石涌凹段 |
| 38       | 沙頭角巴士總站                 | 沙頭角巴士總站       |          |                                  |                      |

註：沙頭角巴士總站屬邊境禁區範圍，必須持有邊境禁區通行證方可進入，否則會被檢控。

## 客量
277X線於2003年開辦後甫取代已停辦的70X線成為北區來往東九龍的主要路線，當中以來往粉嶺南及東九龍的乘客較多，亦肩負接駁來自港島東區及將軍澳的港鐵及巴士轉乘客的角色，加上未來九龍東發展成傳統商業區，故未來客量亦有增無減，為北區客量最高的對外巴士路線。本線優勢在於取道粉嶺公路及大老山隧道，而且無須轉車。載客量完全可以同74X競賽
本線來往粉嶺及九龍東顯得更直接方便。因此本線可以說是「北區線王」，載客量同鄰區大埔往返觀塘的74X一樣成為了全港載客量之冠的巴士。此外，本線客源除了往來東九龍的北區居民外，更有乘客用作往來北區轉乘港鐵東鐵綫往來羅湖或落馬洲支線管制站的過境市民，因此整體客量非常高。

## 相關事件

### 火警事件
- 2004年2月2日：早上十一時許，一輛往平田方向的富豪奧林比安（3AV35／GC2329）在大埔吐露港公路行駛期間，至近林錦公路時，車尾突然冒煙，事件中無人受傷。
- 2018年5月4日：晚上九時許，一輛往聯和墟方向的Enviro 500 MMC（ATENU274／SP9007）在大老山公路近沙田醫院對開中因機件故障而停泊路邊，車長安排乘客轉乘另一部巴士離開。九巴派出技工到場檢查，巴士車尾突然冒煙起火並嚴重焚毀[14][15][16][17]。巴士事後因車身嚴重焚毀和底盤變形而無法修復，提早退役，成為全港首輛退役的Enviro 500 MMC及歐盟五型巴士。此車由出牌至退役僅行走了4年零19日。

### 交通意外
- 2004年2月19日：早上八時許，一輛往聯和墟方向的富豪奧林比安（3AV163／GY9969）在觀塘鯉魚門道撞倒一名男子，受傷送院。
- 2005年4月4日：一輛往聯和墟方向的富豪奧林比安（3AV32 / GC1425）在吐露港公路近康樂園行駛時，因前面車輛遇上交通阻塞而收慢車速，巴士收掣不及撞向貨車車尾，14人受傷。
- 2007年1月11日：早上近八時，一輛往聯和墟方向的Neoplan Centroliner（AP）在一鳴路撞倒一名過馬路的小六學生，男童重傷送院。
- 2013年8月12日：早上八時許，一輛往平田方向的富豪奧林比安（3AV237／HE2610）在大老山公路與兩輛貨車及四輛私家車相撞，19人受傷。
- 2017年2月10日：上午九時許，一輛紅色的士與往藍田站方向的Enviro 500 MMC（ATENU265／SP7228）相撞，無人受傷。
- 2017年7月14日：下午三時許，一輛往藍田站方向的Enviro 500 MMC（ATENU304／SU3504）在斧山道天橋南行行駛時，因前面一輛行走3D線往觀塘（裕民坊）方向的富豪超級奧林比安（3ASV193／KE6728）壞車，令前者收掣不及撞向後者，27人受傷。其中後者因車尾損毀嚴重而不獲復修，提早於同年8月28日正式除牌，並隨即於同年10月送往劏車場拆毀。

### 乘客事件
- 2012年8月15日：一名自稱為城巴職員之乘客在祥華邨祥頌樓登上一輛往平田方向的丹尼士巨龍（3AD150／HS8964）時以行內默許慣例為由拒付車資，九巴車長因而拒絕開車。擾攘多時後，肇事乘客在其他乘客的壓力下無奈下車，車長方肯開車繼續行程。事件於三天後遭傳媒報道。
- 2018年6月12日：上午8時許，一名婦人於祥華邨祥頌樓登上一輛往藍田站方向的Enviro 500 MMC（ATENU）欲前往華明邨，惟其並無留意該時段的班次不繞經華明。婦人直至巴士駛上粉嶺公路後才發現乘錯車，央求司機停車不果後強行拉開車門下車。

### 其他道路事件
- 2021年9月，有傳媒報道，在社交平台流傳一段約2分鐘的車Cam片段，片中一輛277X號線九巴正在吐露港公路中線行駛，其後巴士打左燈欲切入慢線，豈知此時一輛黑色寶馬私家車在左線從後駛前，令巴士無法順利切線。黑色寶馬其後繼續保持車速，一直與巴士平排行駛。雖然巴士一直打左燈，奈何始終無法切線，情況維持了50秒。車cam的貨車司機目睹整個過程，疑不值黑色寶馬所作所為，於是先切往右線爬頭，越過277X巴士後再向左切兩條線，剛好駛在黑色寶馬前方。車廂內的鏡頭拍攝到司機爬頭後，隨即向巴士揚手，示意巴士司機盡快切線，最終巴士在後車的幫忙下，終於成功切線。[18]

## 外部連結
- 九巴277X線官方網站路線資料（页面存档备份，存于）